# Izilf
Izilf est une oasis marocaine située à environ 4,5 km de la ville Tinejdad dans la région de Meknès-Tafilalet.

## Étymologie
Le nom Izilf est d'origine amazigh qui signifie « brûler quelque chose ».

## Menaces
Cette oasis est de plus en plus menacée par la désertification qui gagne des terrains considérables chaque année à cause des  perturbations des régimes de pluies et de la succession des années de sécheresse, sans oublier l'effet du sur-pâturage sur l'extension de ce phénomène dans la région.